# Kota Agung (Seluma Timur)
Kota Agung is een bestuurslaag in het regentschap Seluma van de provincie Bengkulu, Indonesië. Kota Agung telt 792 inwoners (volkstelling 2010).